# Рейвенденвуд (Міссурі)
Рейвенденвуд (англ. Ravenwood) — місто (англ. city) в США, в окрузі Нодавей штату Міссурі. Населення — 439 осіб (2020).

## Географія
Рейвенденвуд розташований за координатами 40°21′9″ пн. ш. 94°40′18″ зх. д. / 40.35250° пн. ш. 94.67167° зх. д. (40.352611, -94.671664).  За даними Бюро перепису населення США в 2010 році місто мало площу 0,70 км², уся площа — суходіл.

## Демографія
Згідно з переписом 2010 року, у місті мешкало 440 осіб у 185 домогосподарствах у складі 119 родин. Густота населення становила 630 осіб/км².  Було 208 помешкань (298/км²).
Расовий склад населення:
| - 99,5 % — білих - 0,2 % — чорних або афроамериканців |

До двох чи більше рас належало 0,2 %. Частка іспаномовних становила 0,2 % від усіх жителів.
За віковим діапазоном населення розподілялося таким чином: 26,1 % — особи молодші 18 років, 59,4 % — особи у віці 18—64 років, 14,5 % — особи у віці 65 років та старші. Медіана віку мешканця становила 36,7 року. На 100 осіб жіночої статі у місті припадало 90,5 чоловіків;  на 100 жінок у віці від 18 років та старших — 93,5 чоловіків також старших 18 років.
Середній дохід на одне домашнє господарство  становив 49 848 доларів США (медіана — 38 611), а середній дохід на одну сім'ю — 60 817 доларів (медіана — 53 125). Медіана доходів становила 35 987 доларів для чоловіків та 29 643 долари для жінок. За межею бідності перебувало 20,2 % осіб, у тому числі 45,5 % дітей у віці до 18 років та 11,4 % осіб у віці 65 років та старших.
Цивільне працевлаштоване населення становило 241 осіб. Основні галузі зайнятості: освіта, охорона здоров'я та соціальна допомога — 28,6 %, виробництво — 25,3 %, сільське господарство, лісництво, риболовля — 7,9 %, роздрібна торгівля — 5,8 %.